# Ладя
Ладя (словен. Ladja) — поселення в общині Медводе, Осреднєсловенський регіон, Словенія. 
Висота над рівнем моря: 327,6 м.